# Qiandegen Chagan
Qiandegen Chagan (20 de julio de 1994), es una luchadora china de lucha libre. Conquistó una medalla de bronce en Campeonato Asiático de 2016. 